# Hexaresta multistriga
Hexaresta multistriga är en tvåvingeart som först beskrevs av Walker 1859.  Hexaresta multistriga ingår i släktet Hexaresta och familjen borrflugor. Inga underarter finns listade i Catalogue of Life.